# Asif Ali Zardari
Asif Ali Zardari (sindhi ‏آصف علي زرداري‎, urdu ‏آصف علی زرداری‎, ur. 26 lipca 1937 w Karaczi) – pakistański polityk, członek i współprzewodniczący Pakistańskiej Partii Ludowej (2007–2015), prezydent Pakistanu w latach 2008–2013 i od 2024.
Mąż zamordowanej, byłej premier Pakistanu Benazir Bhutto.

## Życiorys
Asif Ali Zardari ożenił się z Benazir Bhutto 18 grudnia 1987 roku w Karaczi. Ma troje dzieci: syna Bilawala oraz dwie córki: Bakhtwar i Aseefę.
W 1990 roku został aresztowany pod zarzutem szantażu. Zarzucono mu groźby pod adresem pakistańskiego biznesmena Murtazy Bukhariego i zmuszanie go do wycofania pieniędzy z jego konta bankowego. Zardari spędził w więzieniu trzy lata. Zarzuty zostały wycofane i został zwolniony w 1993 roku, kiedy jego żona obejmowała urząd premiera Pakistanu.
W czasie drugich rządów Benazir Bhutto (1993-1996), Zardari zasiadł w Zgromadzeniu Narodowym. Został również mianowany ministrem środowiska naturalnego. Pod koniec urzędowania premier Pakistanu Benazir Bhutto, we wrześniu 1996 roku w tajemniczych okolicznościach został zamordowany jej brat Murtaza Bhutto. W listopadzie 1996 roku rząd Benazir Bhutto został zdymisjonowany przez prezydenta Pakistanu Farooqa Leghariego, m.in. pod zarzutami korupcji samej premier. Zardariemu zostały wówczas postawione nowe zarzuty, korupcji oraz powiązania z zamachem na Murtazę Bhutto.
W związku z zarzutami Zardari od 1997 do 2004 roku przebywał w areszcie. Zwolniony został za kaucją w listopadzie 2004 roku. Po zwolnieniu z aresztu wyjechał do Nowego Jorku. Mieszkał w USA oraz w rodzinnym domu w Dubaju w ZEA. Zardari jest chory na cukrzycę, ma kłopoty z sercem i kręgosłupem.
W sierpniu 2004 roku Zardari przyznał, że posiada majątek o wartości 4,35 mln £ w Surrey w Anglii (rezydencja i dwie farmy), który według pakistańskich władz zdobył w wyniku korupcji. Wcześniej on sam i jego rodzina długo zaprzeczali posiadaniu takich nieruchomości. Najwyższy Sąd Anglii i Walii wszczął postępowanie w sprawie okoliczności nabycia majątku przez Zardariego.
Innym zarzutem przeciw Zardariemu była sprawa zakupu w Szwajcarii drogocennej biżuterii. Fakt ten miał wskazywać na próby prania brudnych pieniędzy przez rodzinę Bhutto. Z powodu zarzutów korupcyjnych wysuwanych pod adresem Zardariego był on nazywany Mr 10%.

## Powrót do polityki
W październiku 2007 roku Asif Ali Zardari wrócił do Pakistanu wraz z żoną. Po śmiertelnym zamachu na Bhutto 27 grudnia 2007 roku, Zardari był wymieniany jako jeden z możliwych jej następców na stanowisku lidera Pakistańskiej Partii Ludowej (PPP, Pakistan Peoples Party). 30 grudnia 2007 roku został wybrany współprzewodniczącym PPL, oficjalnym przewodniczącym partii został wybrany jego syn, Bilawal Bhutto Zardari.
18 lutego 2008 w Pakistanie odbyły się wybory parlamentarne, w których PPP odniosła zwycięstwo, zdobywając 124 miejsca w 340-osobowym Zgromadzeniu Narodowym. 8 marca 2008 Zardari w imieniu swojej partii podpisał z Nawazem Sharifem z Pakistańskiej Ligi Muzułmańskiej (N) porozumienie o utworzeniu wspólnego rządu koalicyjnego. Jednym z głównych postanowień porozumienia było przywrócenie sędziów Sądu Najwyższego, zdymisjonowanych przez Perveza Musharrafa w czasie stanu wyjątkowego w listopadzie 2007. 25 marca 2008 szefem rządu koalicyjnego został Yousaf Raza Gilani z PPP.

### Droga do prezydentury

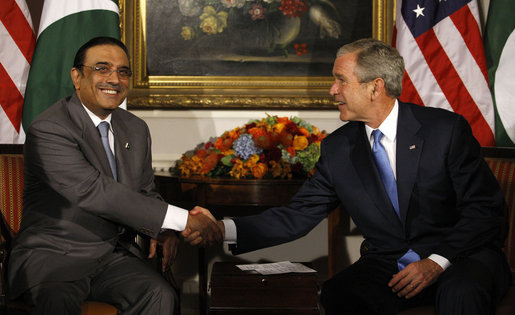
Asif Ali Zardari i prezydent USA George W. Bush, Nowy Jork (wrzesień 2008)

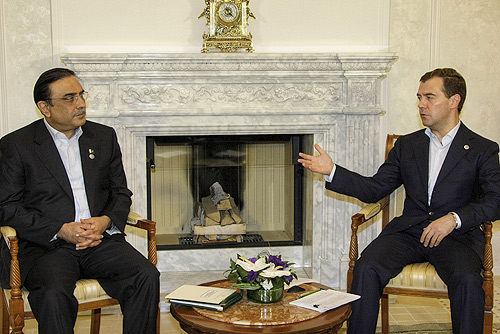
Asif Ali Zardari z prezydentem Dmitrijem Miedwiediewem (2009)

7 sierpnia 2008 Pakistańska Partia Ludowa i Pakistańska Liga Muzułmańska (N) ogłosiły zamiar wszczęcia procedury impeachmentu wobec prezydenta Perveza Musharrafa. Głównym zarzutem było złamanie konstytucji w czasie reelekcji Musharrafa na stanowisko prezydenta w listopadzie 2007. 11 sierpnia 2008 zebrał się parlament, który wszczął procedurę impeachmentu. 18 sierpnia 2008 Pervez Musharraf w obliczu prawdopodobnego usunięcia z urzędu, sam zrezygnował z prezydentury. Spowodowało to konieczność przeprowadzenia wyboru nowego szefa państwa w ciągu 30 dni. 22 sierpnia 2008 Pakistańska Komisja Wyborcza wyznaczyła termin wyborów na 6 września 2008.
22 sierpnia 2008 Pakistańska Partia Ludowa mianowała Zardariego swoim kandydatem w wyborach prezydenckich. W odpowiedzi na to, Pakistańska Liga Muzułmańska (Nawaz) 25 sierpnia 2008 opuściła szeregi koalicji i nominowała własnego kandydata, Saeeduzzamana Siddiquiego.
6 września 2008 Asif Ali Zardari został wybrany w wyborach prezydenckich, zdobywając 481 głosów z 702 możliwych (wymagane były 352 głosy). Drugi, z wynikiem 153 głosów, był Saeeduzzaman Siddiqui. Objął urząd prezydenta Pakistanu 9 września 2008 z chwilą złożenia przysięgi przed sędziami Sądu Najwyższego. 9 września 2013 zakończył urzędowanie.
9 marca 2024 Kolegium Elekcyjne ponownie wybrało go na urząd prezydenta. Asif Ali Zardari uzyskał 411 głosów, wobec 181 głosów oddanych na kandydata PMAP – Mahmuda Khana Achakzaiego. 10 marca objął urząd.